# 혼조 시게루
혼조 시게루(일본어: 本庄 繁, 1876년 5월 10일 ~ 1945년 11월 30일)는 일본 제국의 일본 제국 육군 군인, 화족이다. 작위는 남작. 일본 제국 육군 제10사단장·관동군 사령관·시종무관장 등을 역임하였으며, 중일 전쟁 당시에는 육군 대장이었다.
1896년 9월에 일본 육군사관학교에 입학해 1897년 11월에 졸업, 1898년 6월에 육군 보병 소위로 임관했다. 이후 보병 제4여단장, 육군 무관, 제10사단장을 거쳐 1931년 8월에 관동군 사령관과 군사참의관에 차례로 올라 만주사변의 정점에 섰다. 제2차 세계대전 직후인 1945년 11월 연합군 최고사령부(GHQ)에서 체포령이 내려졌고, 11월 30일 할복으로 자살했다.

## 생애
혼조 시게루는 1876년, 효고현에서 농부의 아들로 태어났다. 1896년 9월에 일본 육군사관학교에 입학해 1897년 11월에 졸업, 1898년 6월에 육군 보병 소위로 임관되었다. 혼조의 동기 중에는 마사키 진자부로(眞崎甚三郎), 아베 노부유키(阿部信行), 아라키 사다오(荒木貞夫), 마쓰이 이와네(松井石根) 등 후에 일본 육군의 장성이 되는 인물들이 있었다.
혼조는 중위로 진급해 1902년부터 육군대학교에 입교했지만 러일 전쟁을 이유로 중퇴하였고, 1906년에 다시 들어가 다음 해 11월에 졸업하였다. 졸업 후에는 참모 본부에서 근무하였다. 참모 본부에 근무할 당시에는 참모본부원의 자격으로 베이징과 상하이에 주재하기도 했다. 후에 그는 참모 본부 지나 과장이 되었고, 1919년 보병 제11연대장으로 옮겨가 시베리아 출병에 가담하였다. 출병이 끝난 직후에는 장쭤린(張作霖) 군사 고문을 맡았다.
그는 보병 제4여단장, 육군 무관, 제10사단장을 거쳐 1931년 8월에 관동군 사령관과 군사 참의관에 차례로 올라 만주사변의 정점에 섰다. 관동군 사령관 시절에는 한인애국단의 유상근(柳相根)과 최흥식(崔興植)이 그를 암살의 대상으로 삼았으나 발각되기도 하였다. 1935년에는 러일 전쟁과 제1차 세계 대전, 만주사변의 공을 인정받아 남작 작위를 수여받았고, 다음 해 4월 예비역으로 편입되었다. 군을 퇴사하고 나선 1938년 4월에 새로 생긴 부상병 보호원 총재, 1939년 7월부터 군사 보호원 총재가 되었고, 1945년에는 비밀고문관이 되었다.
제2차 세계 대전 직후인 1945년 11월, 연합군 최고사령부에서 그에 대한 체포령이 내려졌고, 11월 30일에 일본 육군대학 내 보도회 이사장실에서 할복 자살로 생을 마감하였다.

## 같이 보기
- 만주사변
- 중일 전쟁
- 2·26 사건
- 아라키 사다오
- 관동군